# 王之栋 (1938年)
王之栋（1938年—），男，北京顺义人，中华人民共和国前外交官。著有回忆录《我这个外交官》。

## 生平
1938年生于顺义县，毕业于北京外贸学院。1966年外交学院研究生毕业，进入外交部工作。1968年被下放到牛田洋解放军生产基地劳动锻炼，1971年被分配到外交部欧美司工作，1973年开始担任外交信使。1992年任西藏自治区外办副主任。1996年4月任中华人民共和国驻曼彻斯特总领事。1999年6月离任。

## 作品
- . 中国文联出版社. 2005年8月. ISBN 9787505948815.